# Kullen (Alt-Solingen)
Kullen ist ein aus einer Hofschaft hervorgegangener Wohnplatz in der bergischen Großstadt Solingen. Nach dem Ort ist die Kuller Straße in der Solinger Nordstadt benannt.

## Lage und Beschreibung
Der heute in der geschlossenen Bebauung aufgegangene Ort Kullen befindet sich am Nordrand des Stadtbezirks Solingen-Mitte nahe der Grenze zu Gräfrath. Der Ort befindet sich auf einem Höhenrücken südlich der Freizeitanlage Bärenloch, auf dem die Kuller Straße zwischen Stöckerberg und Schlagbaum verläuft. Die Lage des Ortes in früheren Zeiten entspricht etwa den heutigen Straßennamen Schlachthofstraße, Elisabethweg und Kuller Straße. Dort befinden sich heute neben Wohnhäusern einige Industrie- und Gewerbebetriebe in der Umgebung des ehemaligen Nordbahnhofes. Südlich verläuft die zum Radwanderweg umgebaute Korkenziehertrasse.
Benachbarte Orte sind bzw. waren (von Nord nach West): II. und III. Stockdum, Bimerich, Neuenkulle, Stöckerberg, Potshaus, Klauberg, Höfchen, Vorspel, Schlagbaum sowie I. Stockdum.

## Etymologie
Der Ortsname stammt von einer dort ehemals befindlichen Stein- und einer Lehmkulle her, also einem Steinbruch und einer Lehmkuhle. Der in Lehmgruben produzierte Lehm war insbesondere für den Bau der bergischen Fachwerkhäuser unerlässlich. So kommt der Ortsname mehrfach auf heutigem Solinger Stadtgebiet vor, darunter in Kullen (Ohligs), Kulle in Widdert oder Wittkulle in Wald.

## Geschichte
Kullen ist seit dem 17. Jahrhundert nachweisbar, urkundlich erwähnt wurde der Ort als Kaulen erstmals im Jahre 1638. Die Hofschaft befand sich außerhalb des Gebietes der Solinger Altstadt, gehörte aber der Außenbürgerschaft Solingen an, die seit dem Mittelalter den ländlichen Außenbezirk der Stadt Solingen umfasste. In dem Kartenwerk Topographia Ducatus Montani, Blatt Amt Solingen, von Erich Philipp Ploennies aus dem Jahre 1715 ist bereits die Wegeverbindung zwischen Schlagbaum und Kohlfurth verzeichnet, die heutige Kuller Straße, allerdings keine Hofstelle im Bereich Kullen.
Die Topographische Aufnahme der Rheinlande von 1824 verzeichnet den Ort bereits als Kullen, in der Preußischen Uraufnahme von 1844 ist er als Kl. Schlagbaum benannt. In der Topographischen Karte des Regierungsbezirks Düsseldorf von 1871 ist der Ort nur unbenannt verzeichnet. In der Karte vom Kreise Solingen aus dem Jahr 1875 des Solinger Landmessers C. Larsch ist der Ort hingegen als Kullen verzeichnet.
Nach Gründung der Mairien und späteren Bürgermeistereien Anfang des 19. Jahrhunderts gehörte Kullen zur Bürgermeisterei Solingen.
Die heutige Kuller Straße bildete ursprünglich die Gemeindegrenze zwischen den beiden selbständigen Städten Solingen und Gräfrath, seit dem 19. Jahrhundert ist die Bezeichnung Kuller Weg oder Kuller Straße für diese Straße belegt. Für Solingen hatte die Kuller Straße deshalb eine erhebliche Bedeutung, da die Fuhrwerke aus Richtung Kohlfurth über diese Straße die Steigung an der Cronenberger Straße umgehen konnten, um nach Solingen zu gelangen. Für Gräfrath hingegen hatte die Straße als weit entfernt liegende Grenzstraße kaum eine Bedeutung. Da jedoch beide Städte gleichermaßen zum Unterhalt der Straße verpflichtet waren, ergab sich aus dieser Situation ein bis zur Städtevereinigung 1929 währender Interessenkonflikt.
In den 1880er Jahren wurde südlich an Kullen vorbei die Bahnstrecke Solingen–Wuppertal-Vohwinkel trassiert, die den nahen Schlagbaum durch einen Tunnel unterquerte. Südlich von Kullen entstand auch ein Bahnhof an der Strecke, der Bahnhof Solingen Nord, der 1890 eröffnet wurde. Die 1896 gegründete Solinger Stadtbahn sowie die 1898 gegründete Solinger Kreisbahn verfügten beide über je ein Straßenbahndepot, die auf bisherigen Freiflächen zwischen Kullen und Schlagbaum angelegt wurden (heute befindet sich dort das Autohaus Nouvertné, Lage). Aufgrund der guten Verkehrsanbindung siedelten sich nahe Kullen ab der Wende zum 20. Jahrhundert mehrere Industriebetriebe an, darunter die Stahlwarenfabriken Müller & Schmidt (Pfeilringwerk) und H. Hauptner (heute Hauptner + Herberholz). Auch der Schlachthof der Stadt Solingen wurde dort angelegt, er lag an der nach ihm benannten Schlachthofstraße. Abseits der Industriebetriebe entstanden etwa an der Kuller Straße zahlreiche Wohn- und Geschäftsgebäude, so dass die ursprüngliche Streubesiedlung der Hofschaft Kullen durch eine geschlossene Bebauung ersetzt wurde. Mit den alten Hofgebäuden verschwand schließlich auch die Ortsbezeichnung aus dem Stadtplan.
Mit der Städtevereinigung zu Groß-Solingen im Jahre 1929 wurde Kullen ein Ortsteil Solingens. Im amtlichen Stadtplan von 1929 ist bereits nur noch der angrenzende Ort Neuenkulle mit Namen verzeichnet. Bis heute ist der Ort durch mehrere Industrie- und Gewerbebetriebe geprägt, auf dem Grundstück der ehemaligen Straßenbahndepots befindet sich heute das Autohaus Nouvertné. Am Elisabethweg entstand Ende der 1970er Jahre ein Supermarkt.